# 牙齦膿腫
牙齒膿腫（英文：dentoalveolar abscess）又稱為牙根膿腫、或牙槽膿腫，是指與牙齒相關的膿包。最常見的牙齒膿腫類型為牙根尖周圍膿腫（periapical abscess），其次是牙周膿腫。牙齒膿腫通常起源於由蛀牙、斷裂的牙齒 及/或 牙周發炎（牙周病）導致之柔軟壞死的牙髓內的細菌感染累積。 失敗的根管治疗术（root canal treatment），也可能導致牙齒膿腫。
雖然齒源性感染比較泛指那種已經擴散到受感染的牙齒（causative tooth）周遭的細菌感染，然而牙齒膿腫仍歸納於於齒源性感染之中。

## 治療
治療牙齒膿腫最重要的就是減少和消除組織的發炎。因此牙醫師透過手術將牙齒中的膿包排出後，使用抗生素消炎是治療牙齦膿腫的方法之一。對於已經廣泛擴散的急性牙齦膿腫，會建議醫生不要開立過多的抗生素處方，以防出現抗藥性。2014年考科藍合作組織的文獻回顧結果認為，投予急性牙齦膿腫患者抗生素，可能有效的治療急性牙齦膿腫，但尚須更多的研究才足以確立此結論。

## 外部連結
- Tooth abscess info from nih.gov （页面存档备份，存于） （英文）